# Горицы (Липецкая область)
Гори́цы — село Коренёвщинского сельсовета Добровского района Липецкой области. До ноября 1983 года входило в Большехомутецкий сельсовет.

## География
Расположено на левом берегу реки Воронежа за небольшим участком леса. Северная граница — небольшая речка.
Расстояние до центра сельсовета составляет 5,5 км по автодорогам на юг, до районного центра, села Доброе — 15 км по автодорогам на север.

## История
Деревня Горицы крестьян-однодворцев известна по документам с 1721 года. Возникла она, вероятно, в конце XVII века.
Название — по горелому (выжженному для распашки и поселения) лесу.
В 1862 году в казённой и владельческой деревне Горицы 1-го стана Липецкого уезда Тамбовской губернии было 110 дворов, 477 мужчин и 511 женщин.
В 1864 году построена деревянная церковь Михаила Архангела, и Горицы стали селом.
По данным начала 1883 года в селе Горицы Бутырской волости Липецкого уезда проживало 930 бывших государственных крестьян в 146 домохозяйствах и 348 собственников из помещичьих крестьян в 57 домохозяйствах, всего 1278 человек (613 мужчин и 665 женщин). К селу относилось 1738 десятин удобной надельной земли и 66,6 — неудобной; имелось 276 лошадей, 344 головы КРС, 1500 овец и 55 свиней. В селе находилось 4 промышленных заведения, 2 трактира или питейных дома и 1 лавка. Было 28 грамотных и 15 учащихся, все — мужского пола.
По сведениям 1888 года к селу также относилось имение купца Д. М. Северова с экономической запашкой, занимавшее 1029 десятин земли.
По переписи 1897 года в селе 1420 жителей (636 мужчин, 784 женщины), все православные.
В 1911 году здесь (вместе с деревней Аничково) было 200 дворов великороссов-земледельцев, проживало 1337 человек (652 мужчины и 685 женщин). Имелись церковно-приходская (с 1882 года) и земская (с 1896 года) школы. В штате церкви состояли священник и псаломщик, ей принадлежало 33 десятины полевой земли и 1 десятина 7 саженей усадебной земли.
В 1926 году в селе Бутырской волости Липецкого уезда — 361 двор русских, 1893 жителя (920 мужчин, 973 женщины).
До войны в селе насчитывалось 312 дворов, оно не позднее чем до 1958 года было центром сельсовета в Добровском районе Рязанской, затем Липецкой области.
По сведениям карты 1989 года в Горицах около 440 жителей, молочно-товарная ферма.

## Население
| 2006 | 2010 |
| ---- | ---- |
| 267  | ↗295 |

В 2002 году население села составляло 347 жителей, 95 % — русские.
В 2010 году — 295 жителей (142 мужчины, 153 женщины).

## Инфраструктура
Имеются фельдшерско-акушерский пункт, 2 магазина, кладбище.
К западу от деревни расположен отель «Семейный клуб Горицы».
В центре Гориц находится памятник односельчанам, погибшим в годы Великой Отечественной войны. Ранее в селе была школа-интернат, в настоящее время её помещения разделены на квартиры для переселенцев. Есть 19 улиц (многие из них — новой застройки) и 1 переулок.
В 2008 году освящена новая православная церковь Архангела Михаила.